# 엔도 유야

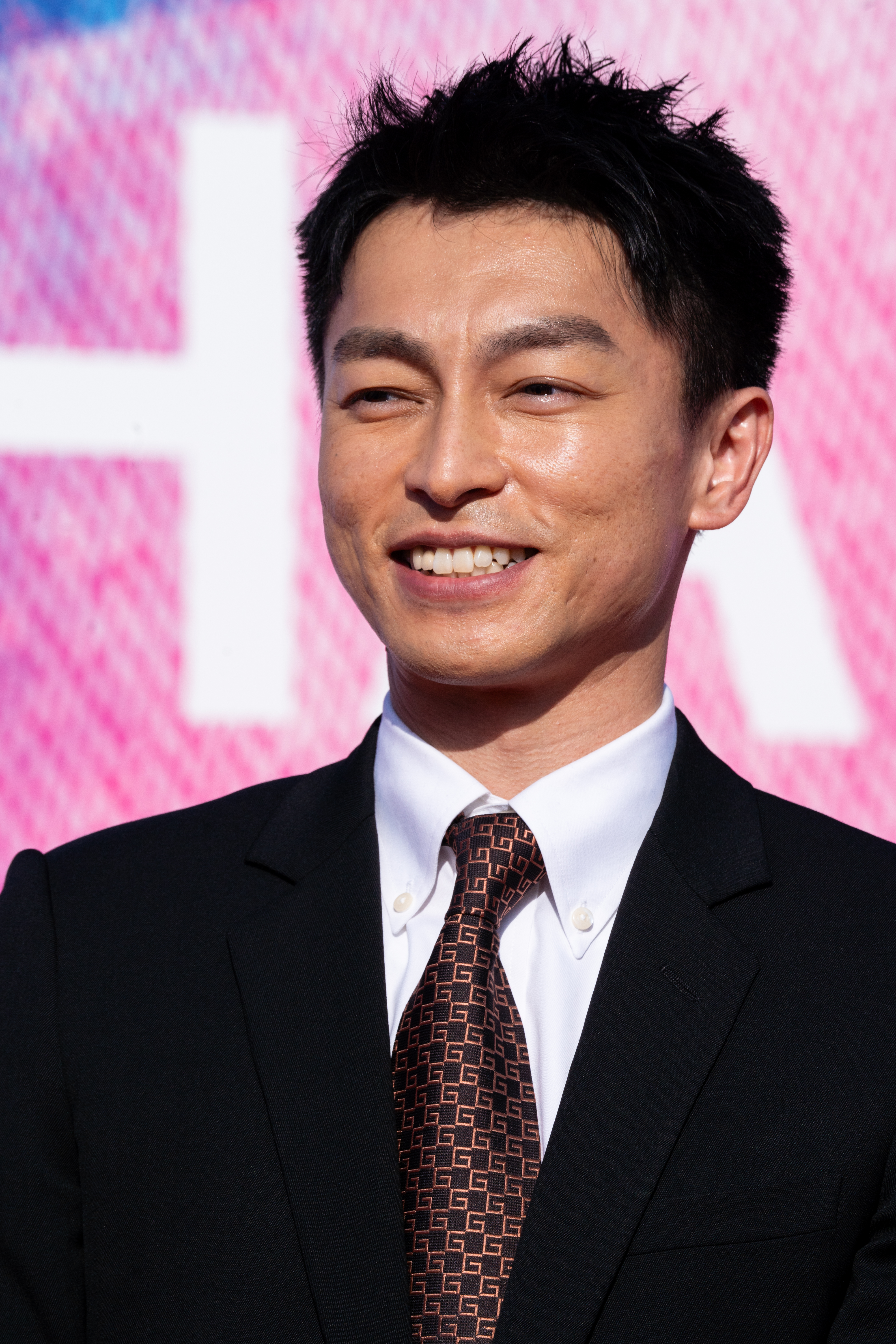

엔도 유야(일본어: 遠藤 雄弥, 1987년 3월 20일 ~ )는 일본 가나가와현 출신의 남자 배우이다.
2000년 《쥬브나일》로 데뷔하였으며 뮤지컬 《테니스의 왕자》에서의 에치젠 료마 역으로 주로 알려져 있다. 와타나베 엔터테인먼트의 배우 그룹 D-BOYS의 멤버이다.

## 출연작품

### 영화
- 《쥬브나일》
- 《L'amant》
- 《청춘801있음!》
- 《하켄크로이츠의 날개》
- 《학교의 계단》
- 《드리프트》
- 《지하철을 타고》
- 《우리에게 내일은 없다!》
- 《샤카리키!》
- 《하드 로맨티커》
- 《미드나잇 버스》 - 오오시마 마사야 역
- 《고지라-1.0》 - 사이토 다다마사 역

### 드라마
- 《용기를 내서》
- 《야차》 (아리스에 세이의 어린 시절)
- 《츄라상》
- 《미니모니 브레멘 음악대》 (켄지)
- 《송사리》
- 《1리터의 눈물》 (다케다 마코토)
- 《로켓 보이즈》 (카지야 신스케)
- 《더 히트 퍼레이드》
- 《노다메 칸타빌레》 (오오코우치 마모루)
- 《아츠 공주》
- 《한순간 바람이 되어라》
- 《타격천사 루리》 (쇼마 켄이치로)
- 《보이스 - 생명 없는 자의 목소리》 (키리하라 텟페이)

### 연극 및 뮤지컬
- 뮤지컬《테니스의 왕자》Dream Live 1st (에치젠 료마)
- 뮤지컬《테니스의 왕자》More Than Limit 성 루돌프 학원 (에치젠 료마)
- 뮤지컬《테니스의 왕자》in winter 2004-2005 side 후도미네 ~special match~ (에치젠 료마)
- 뮤지컬《테니스의 왕자》in winter 2004-2005 side 야마부키 feat.성 루돌프 학원 (에치젠 료마)
- 뮤지컬《테니스의 왕자》Dream Live 2nd (에치젠 료마)
- OUT OF ORDER
- D-BOYS STAGE vol.1《완매사례》 (엔도 료타)
- D-BOYS STAGE vol.2《라스트 게임》

### 기타
- 인터넷 시네마 《Hice Cool!》
- 버라이어티 《DD-BOYS》
- 버라이어티 《세계 우루룬 체제기》

## 같이 보기
- D-보이즈
- 쥬브나일 (2000년 영화)
- 테니스의 왕자